# Þeistareykjarbunga
Þeistareykjarbunga är en 564 meter hög sköldvulkan på nordöstra Island.